# مصطفی‌لار (یورغیر)
مصطفی‌لار (به ترکی استانبولی: Mustafalar) یک منطقهٔ مسکونی در ترکیه است که در یورغیر واقع شده‌است.